# Nhất thốn quyền

Lý Tiểu Long biểu diễn nhất thốn quyền tại giải vô địch karate quốc tế Long Beach năm 1964

Nhất thốn quyền hay còn gọi là cú đấm 1 inch (tên tiếng anh là One inch punch). Đây là một kỹ thuật trong Vịnh Xuân Quyền. Chỉ với khoảng cách rất ngắn tầm 2,5 cm, có thể khiến đối phương bay ra xa tầm vài mét, đó là hình thức biểu diễn, nếu dùng trong thực chiến có thể làm đột tử đối phương. Nó đã được phổ biến bởi huyền thoại kungfu Lý Tiểu Long.

## Lịch sử
Theo Vịnh Xuân, nhất thốn quyền là lấy ngắn thắng nhanh. Khi được Lý Tiểu Long thể hiện đã khiến cho các nhà khoa học phải đau đầu về vấn đề này.
Theo nghiên cứu do phó giáo sư phẫu thuật chỉnh hình Jessica Rose tại Đại học Standford thực hiện, cú đấm nhất thốn quyền của Lý Tiểu Long được thực hiện nhờ vào cấu trúc thần kinh đặc biệt chứ không chỉ là sức mạnh cơ bắp bình thường. Đoạn video trong lần Lý Tiểu Long biểu diễn tại giải vô địch karate quốc tế Long Beach năm 1964, đã được giáo sư Jessica Rose đã nghiên cứu nhiều lần và cuối cùng, bà kết luận rằng điều đó được thực hiện nhờ vào khả năng phối hợp hàng loạt các chuyển động phức tạp trên khắp cơ thể Lý Tiểu Long.
Bà Jessica Rose đã đưa ra những phân tích cụ thể như chuyển động của đôi chân: "Khi xem cú đấm 1 inch, bạn có thể thấy chân trụ và chân sau của Lý Tiểu Long duỗi thẳng ra một cách cực kỳ nhanh nhờ vào khớp gối". Khi Lý Tiểu Long duỗi chân đột ngột, hông của ông cũng xoay với tốc độ cực nhanh và vai phải (tay đấm) giật mạnh về phía trước. Sau khi đấm vỡ mảnh gỗ, tay của ông được kéo về phía sau ngay lập tức. Thời gian tác dụng lực của cú đấm càng ngắn, lực chứa bên trong càng nhiều và cú đấm càng mạnh.
Chỉ trong vài giây ngắn ngủi, Lý Tiểu Long đã kết hợp sức mạnh của những nhóm cơ lớn nhất trên khắp cơ thể để tạo nên một cú đấm huyền thoại. Mỗi khớp và cơ bắp trên cơ thể Lý Tiểu Long đều có khoảnh khắc tăng tốc cực đại và để tăng cường chuyển động lên mức cực đại, tất cả các bộ phận tham gia thực hiện chuyển động đều phải đạt tới đỉnh điểm và phải căng thời gian chính xác gần như tại cùng một thời điểm (thật ra là chuỗi hành động, nhưng tất cả đều phải sử dụng tối đa khả năng và phải diễn ra ngay lập tức).
Ngoài ra, giáo sư Rose khẳng định rằng cú đấm không chỉ đơn thuần thực hiện bằng sức mạnh cơ bắp vì các sợi cơ không phải là động lực duy nhất, sự phối hợp và thời điểm hành động mới là những yếu tố cơ bản đằng sau cú đấm 1 inch.
Năm 2012, Ed Roberts, một cao thủ karate Mỹ đã tiến hành một nghiên cứu nhằm so sánh sức mạnh của những cú đấm trong phạm vi 2 inch giữa những võ sư karate và những người có lượng cơ bắp tương đương nhưng không tập luyện võ thuật.
Điều mà Roberts phát hiện đầu tiên được là những người có luyện võ có khả năng thực hiện cú đấm với lực mạnh hơn so với những người khác. Tuy nhiên, sau khi quét hoạt động não của những tình nguyện viên, Roberts đã có thêm một số phát hiện thú vị.
Trong khi đó khi những người luyện võ thực hiện đòn tương tự như cú đấm của Lý Tiểu Long, sức mạnh và sự phối hợp trong thế võ có liên quan mật thiết với cấu trúc vi mô của chất trắng trong não. Cụ thể, vùng não chịu trách nhiệm phối hợp chuyển động giữa các cơ bắp và hàm lượng chất trắng của võ sĩ chho phép họ thực hiện những liên kết hết sức phức tạp, từ đó tăng cường khả năng đồng bộ khi thực hiện thế võ.
Dưới góc độ thần kinh học, sự phát triển của chất trắng trong não bộ là nhờ vào sự linh hoạt của tế bào thần kinh (neuroplasticity – một khả năng của não nhằm tái liên kết cho phù hợp với các yêu cầu mới). Khi võ sĩ càng luyện tập những thế võ đòi hỏi vận dụng phối hợp cả cơ thể, càng nhiều chất trắng được bổ sung vào thùy vận động nhằm đáp ứng yêu cầu của cơ bắp.
Tóm lại theo nghiên cứu của Robert, Lý Tiểu Long có thể sỡ hữu thế võ huyền thoại là nhờ vào sự phát triển chất trăng cao hơn bình thường. Tuy nhiên, Roberts khẳng định rằng đây là kết quả của quá trình tập luyện chăm chỉ và không ngừng trong suốt cuộc đời Lý Tiểu Long, bằng không, ông sẽ không thực hiện được điều đó.
Các tác giả của cuốn sách Fighting Science: The Laws of Physics for Martial Artists đã tính toán một cách đơn giản nhất dựa trên những màn biểu diễn như hình trên, họ tiến hành tính lượng động năng mà cú đấm đã truyền vào người tham gia với Lý Tiểu Long trong các buổi biểu diễn.
Họ đã xây dựng công thức tính lực ma sát trượt khi chiếc ghế bắt đầu di chuyển, với điều kiện mặc định như khối lượng của người chịu đòn khoảng 60 kg, khối lượng của cái ghế không đáng kể và hệ số ma sát trượt giữa ghế với sàn là 0, 5 thì lực ma sát được tạo ra sẽ tính theo công thức:
Lực ma sát trượt = Lực ép vuông góc giữa 2 vật (ở đây là ghế + người so với sàn) x Hệ số ma sát = Khối lượng x Gia tốc trọng trường x Hệ số ma sát = 60 x 9, 8 x 0, 5= 294 N
Quãng đường chiếc ghế trượt đi ước lượng là 1 mét, từ đó họ tính động năng cần thiết để chiếc ghế trượt đi với khoảng cách 1 mét hay tổng số năng lượng mà cú đấm đã truyền sang người chịu đòn:
Động năng = Lực tác động (ở đây là lực ma sát trượt) x Quãng đường di chuyển = 294 x 1 = 294 J
Để thấy được mức độ nguy hiểm của cú đấm này, các tác giả đã so sánh nó với động năng của viên đạn 9x19 mm Parabellum khi rời nòng là khoảng 458 J, chừng đó có thể lý giải được vì sao cú đấm 1 inch có thể làm vỡ mảnh gỗ chỉ trong tích tắc như video ở phần đầu bài viết.